# Andrey Estupiñán
Andrey Estupiñán Quiñonez (El Charco, 5 luglio 1994) è un calciatore colombiano, attaccante del Deportivo Cali.

## Carriera

### Club
Ha giocato nella massima serie colombiana.